# MS-DOS
MS-DOS(Microsoft Disk Operating System, 마이크로소프트 도스)는 주로 마이크로소프트에서 개발한 x86 기반 개인용 컴퓨터용 운영 체제이다. IBM PC-DOS로 변경된 MS-DOS 및 MS-DOS와 호환되도록 시도하는 몇 가지 운영 체제를 총괄적으로 "도스"(DOS, 디스크 운영 체제의 일반 약어)라고도 한다. MS-DOS는 1980년대 IBM PC 호환기종용 주요 운영 체제였으며, 이후 다양한 세대의 그래픽 마이크로소프트 윈도우 운영 체제에서 그래픽 사용자 인터페이스(GUI)를 제공하는 운영 체제로 점차 대체되었다.
IBM은 1981년에 PC에서 사용하기 위해 PC-DOS 1.0으로 라이선스를 부여하고 다시 출시했다. MS-DOS와 PC DOS는 처음에는 마이크로소프트와 IBM에 의해 동시에 개발되었지만 12년 후인 1993년에 두 제품은 호환성, 구문 및 기능 면에서 눈에 띄는 차이로 갈라졌다.
1988년 DR-DOS를 시작으로 x86 플랫폼용 여러 경쟁 제품이 출시되었으며 MS-DOS는 2000년 개발이 중단될 때까지 8가지 버전을 거쳤다. 처음에 MS-DOS는 플로피 디스크를 사용하는 컴퓨터 하드웨어에서 실행되는 인텔 8086 프로세서를 대상으로 했다. 운영 체제뿐만 아니라 응용 프로그램 소프트웨어 및 사용자 데이터도 저장하고 액세스하는 디스크이다. 프로그레시브 버전 릴리스에서는 최신 프로세서와 빠르게 발전하는 컴퓨터 아키텍처에 대한 추가 기능 지원과 함께 훨씬 더 큰 크기와 형식의 다른 대용량 저장 미디어에 대한 지원을 제공했다. 궁극적으로 이는 마이크로소프트가 프로그래밍 언어 회사에서 다양한 소프트웨어 개발 회사로 발전하는 데 핵심 제품이었으며 회사에 필수적인 수익 및 마케팅 리소스를 제공했다. 이는 또한 초기 버전의 윈도우가 GUI로 실행되는 기본 운영 체제이기도 했다.

## 역사
MS-DOS는 팀 패터슨이 작성한 시애틀 컴퓨터 프로덕츠 소유의 86-도스의 이름이 변경된 형태이다. 86-DOS 개발에는 기본적으로 8086 프로세서에서 실행되도록 포팅된 디지털 리서치의 CP/M(8080/Z80 프로세서용)의 복제품이었으며 CP/M과 비교할 때 개선된 디스크 섹터 버퍼링 논리, CP/M 파일 시스템 대신 FAT12 도입 등 두 가지 눈에 띄는 차이점이 있었기 때문에 개발에는 6주밖에 걸리지 않았다. 이 첫 번째 버전은 1980년 8월에 출시되었다. IBM 개인용 컴퓨터용 운영 체제가 필요했던 마이크로소프트는 1981년 5월 팀 패터슨을 고용하고 같은 해 7월에 86-DOS 1.10을 US$25,000에 인수했다. 마이크로소프트는 버전 번호를 유지했지만 이름을 MS-DOS로 변경했다. 그들은 또한 MS-DOS 1.10/1.14의 라이선스를 IBM에 부여했고 IBM은 1981년 8월 IBM 5150 또는 IBM PC용 세 가지 운영 체제 중 하나인 PC-DOS 1.0을 제공했다.
1년 안에 마이크로소프트는 70개 이상의 다른 회사들에 MS-DOS 라이선스를 부여했다. 이는 모든 8086 계열 컴퓨터에서 실행될 수 있는 OS로 설계되었다. 각 컴퓨터에는 CP/M에 존재했던 상황과 유사한 고유한 하드웨어와 MS-DOS 버전이 있으며 MS-DOS는 다양한 하드웨어 플랫폼에 적응하기 위해 CP/M과 동일한 솔루션을 에뮬레이트한다. 이를 위해 MS-DOS는 내부 장치 드라이버(DOS BIOS), 최소한 기본 디스크 드라이브 및 콘솔용, 커널과 통합되고 부트 로더에 의해 로드되는 모듈식 구조 및 기타 장치용 설치 가능한 장치 드라이버로 설계되었다. 부팅 시 로드되고 통합된다. OEM은 마이크로소프트에서 제공하는 개발 키트를 사용하여 기본 I/O 드라이버와 표준 마이크로소프트 커널이 포함된 MS-DOS 버전을 구축한다. 이러한 커널은 일반적으로 하드웨어와 함께 최종 사용자에게 디스크에 제공된다. 따라서 다양한 하드웨어에 대해 다양한 버전의 "MS-DOS"가 있었으며 IBM 호환(또는 ISA) 시스템과 MS-DOS [호환] 시스템 간에는 큰 차이가 있다. 탠디 2000과 같은 일부 시스템은 MS-DOS와 호환되지만 IBM과는 호환되지 않으므로 IBM PC 아키텍처의 주변 하드웨어에 의존하지 않고 MS-DOS 전용으로 작성된 소프트웨어를 실행할 수 있었다.
응용 프로그램이 MS-DOS 서비스만 사용하여 장치 입출력을 수행하고 실제로 동일한 디자인 철학이 윈도우 NT에 구현되었더라면 이러한 설계는 호환성 측면에서 잘 작동했을 것이다(하드웨어 추상화 문서 참고). 그러나 MS-DOS 초기에는 하드웨어를 직접 제어하여 프로그램이 달성할 수 있는 더 빠른 속도가 특히 중요했으며, 특히 현대 하드웨어의 한계를 뛰어넘는 게임의 경우 더욱 그렇다. 곧 IBM 호환 아키텍처가 목표가 되었고, 머지않아 모든 8086 제품군 컴퓨터가 IBM의 하드웨어를 밀접하게 에뮬레이션했으며 시장에는 고정 하드웨어 플랫폼용 MS-DOS의 단일 버전만 필요했다. 이 버전은 여기에서 논의되는 MS-DOS 버전이다. 즉, "MS-DOS"의 수십 가지 다른 OEM 버전은 해당 시스템에만 관련이 있었고 어떤 경우에도 기능과 능력 면에서 매우 유사했다. IBM PC용 일부 표준 버전(종종 동일한 번호의 버전이지만 항상 그런 것은 아님) 몇 가지 주목할만한 예외가 있다.
마이크로소프트의 유닉스 기반 운영 체제인 제닉스가 완전한 다중 사용자였기 때문에 마이크로소프트는 MS-DOS에서 다중 사용자 지원을 생략했다. 회사는 시간이 지남에 따라 MS-DOS를 개선하여 모토로라 68000, 자일로그 Z8000 및 LSI-11에서도 실행되는 단일 사용자 제닉스 또는 XEDOS와 거의 구별할 수 없도록 계획했다. 1983년에 바이트가 "미래의 다중 사용자 MS-DOS"라고 묘사한 제닉스와 상위 버전으로 호환되는 것이었다. 마이크로소프트는 MS-DOS와 제닉스를 함께 광고하면서 "단일 사용자 OS"와 "다중 사용자, 다중 작업, 유닉스 기반 운영 체제"의 공유 기능을 나열하고 이들 간의 쉬운 이식을 약속했다. 그러나 벨 시스템이 해체된 후 AT&T 컴퓨터 시스템스는 유닉스 시스템 V를 판매하기 시작했다. 유닉스 시장에서 AT&T와 경쟁할 수 없다고 판단한 마이크로소프트는 제닉스를 포기하고 1987년 제닉스의 소유권을 산타 크루즈 오퍼레이션(Santa Cruz Operation, SCO)으로 이전했다.
2014년 3월 25일, 마이크로소프트는 마이크로소프트 리서치 라이선스 동의(Research License Agreement)에 따라 SCP MS-DOS 1.25와 알토스 MS-DOS 2.11 및 텔레비디오 PC DOS 2.11의 혼합 코드를 대중에게 공개했다. 오픈 소스 이니셔티브 또는 자유 소프트웨어 재단 표준에 정의된 오픈 소스는 아니다. 마이크로소프트는 나중에 2018년 9월 28일에 MIT 허가서에 따라 코드 라이선스를 다시 부여하여 이러한 버전을 자유 소프트웨어로 만들었다. 마이크로소프트는 나중에 2024년 4월 25일에 MS-DOS 4.00용 코드를 공개했다.
2015년 만우절 농담으로 마이크로소프트 모바일은 새로운 모바일 운영 체제로 제시되고 MS-DOS와 유사하게 작동하는 MS-DOS 모바일이라는 윈도우 폰 애플리케이션을 출시했다.

## 버전
마이크로소프트는 최종적으로 모든 버전에 MS-DOS 이름을 적용하기 전에 라이프보트 어소시어츠(Lifeboat Associates) "소프트웨어 버스 86"(SB-DOS, COMPAQ-DOS, NCR-DOS 또는 Z-DOS로도 호칭)과 같은 다른 이름으로 MS-DOS 버전을 라이선스하거나 출시했다. 원래 "IBM 퍼스널 컴퓨터 도스"라고 불렸던 IBM은 나중에 IBM PC-DOS로 축약되었다. (경쟁업체에서는 MS-DOS 응용 프로그램도 실행할 수 있는 DR-DOS 및 PTS-DOS와 같은 호환 가능한 도스 시스템을 출시했다.)
이전 동구권에서는 1980년대 후반에 DCP(디스크 컨트롤 프로그램) 3.20 및 3.30(DCP 1700, DCP 3.3) 및 WDOS라는 MS-DOS 파생 버전이 존재했다. 이 제품은 동독 전자 제조업체인 VEB 로보트론에서 생산했다.
다음 버전의 MS-DOS가 대중에게 출시되었다.

### MS-DOS 1.x

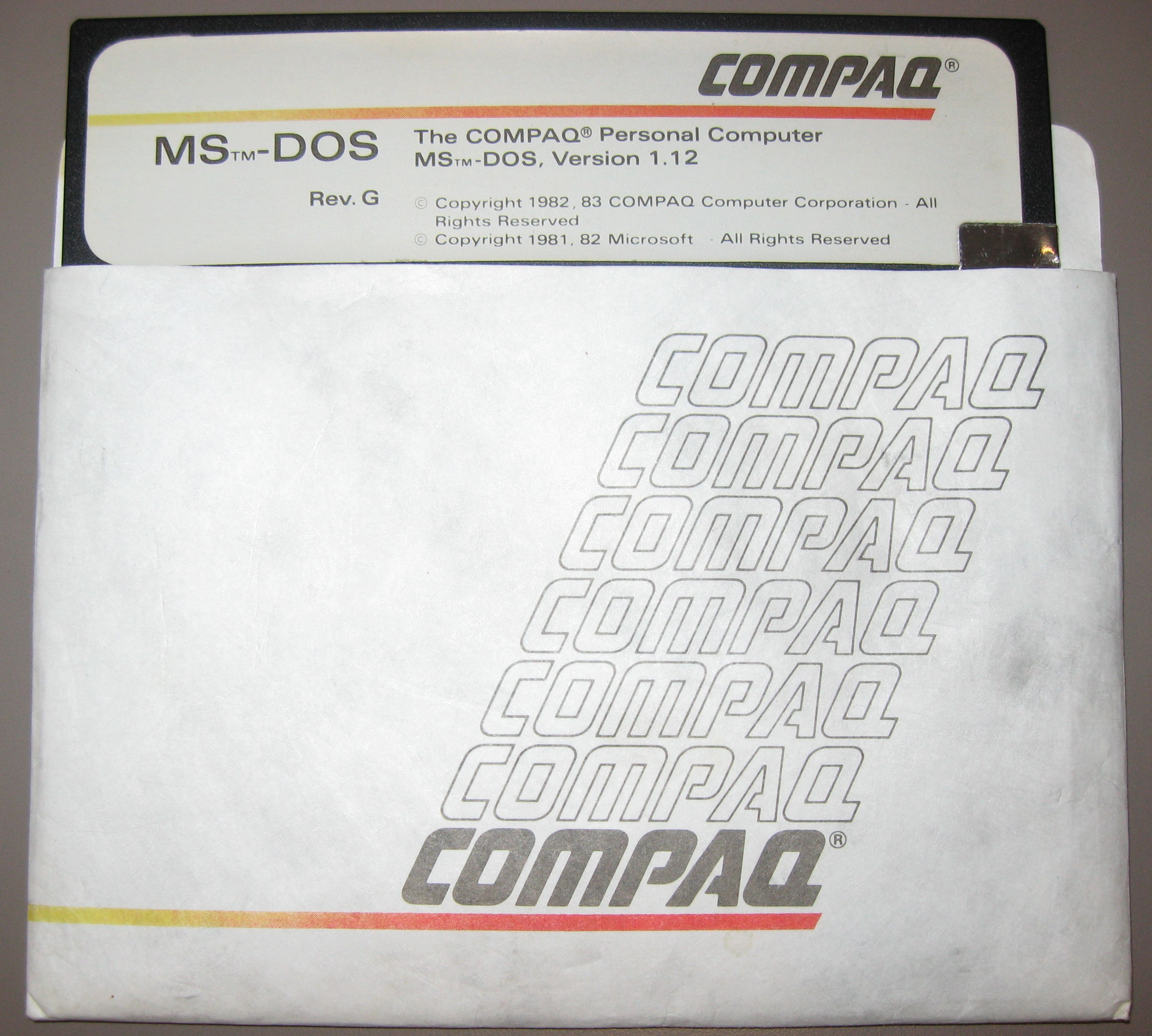
컴팩 퍼스널 컴퓨터용 MS-DOS(컴팩 도스) 버전 1.12 (MS-DOS 1.25 기반)

- 버전 1.24(OEM) – IBM 개인용 컴퓨터 DOS 1.1의 기반
- 버전 1.25(OEM) – SCP MS-DOS 1.25를 포함하여 비IBM OEM 버전의 MS-DOS에 대한 기반
  - Compaq-DOS 1.12, MS-DOS 1.25의 컴팩 OEM 버전; 출시일: 1983년 11월[29]
  - TI BOOT V. 1.13, MS-DOS의 텍사스 인스트루먼츠 OEM 버전; 출시일: 1983년 8월[30]
  - 제니스(Zenith) Z-DOS 1.19, MS-DOS 1.25의 제니스 OEM 버전[31]
  - 제니스 Z-DOS/MS-DOS 릴리스 1.01, 버전 1.25, MS-DOS의 제니스 OEM 버전; 출시일: 1983년 5월[32]

### MS-DOS 2.x

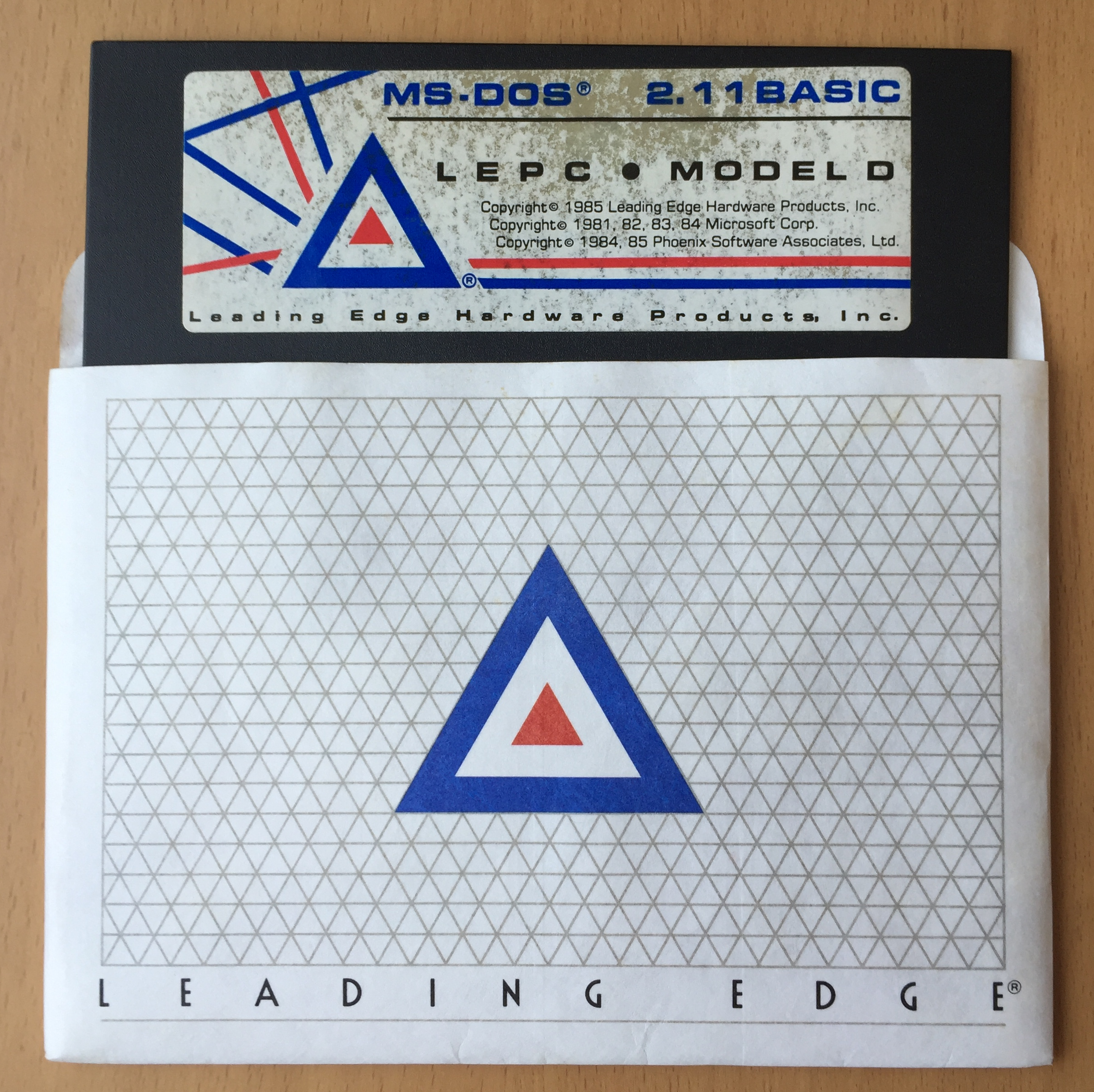
리딩 에지 모델 D용 MS-DOS 2.11 부팅 디스크

IBM의 XT 10MB 하드 디스크 드라이브 지원, OEM에서 제공한 포맷 도구에 따라 최대 16MB 또는 32MB FAT12 포맷 하드 디스크 드라이브 지원, 사용자 설치 가능 장치 드라이버, 트리 구조 파일 시스템, 유닉스와 같은 상속 가능한 리디렉션 가능 파일 핸들, 비멀티태스킹 차일드 프로세스, 향상된 TSR(종료 후 상주 프로그램) API, 환경 변수, 장치 드라이버 지원, 배치 파일 ANSI.SYS의 FOR 및 GOTO 루프를 처리한다.
- 버전 2.0(OEM), 양면 360KB 5.25인치 플로피 디스크를 지원하는 최초의 버전. 출시일: 1983년 10월[41][42] Release date: October 1983[43]
- 버전 2.02(OEM, 컴팩); 출시일: 1983년 11월[44]
- 버전 2.05(OEM, 국제 지원); 출시일: 1983년 10월[45]
- 버전 2.1(OEM, IBM에만 해당)
- 버전 2.11(OEM)
  - 알토스 MS-DOS 2.11, ACT-86C용 MS-DOS 2.11의 알토스 OEM 버전
  - ITT 코퍼레이션 ITT-DOS 2.11 버전 2(ITT XTRA 개인용 컴퓨터용 MS-DOS 2.11); 출시일: 1985년 7월[46]
  - 올리베티 M19는 MS-DOS 2.11과 함께 제공된다.[47]
  - 탠디 1000 HX의 ROM에는 MS-DOS 2.11이 있다.
  - 텔레비디오 PC DOS 2.11, MS-DOS 2.11의 텔레비디오 OEM 버전
  - 모델 T1000 노트북용 ROM 드라이브의 도시바 MS-DOS 2.11
- 버전 2.13(OEM, 제니스); 출시일: 1984년 7월[48]
- 버전 2.2(OEM, 한글 지원)
- 버전 2.25(OEM, 한글 및 한자 지원)
- 버전 2.3(도시바 파소피아 16에 사용됨)[49]

### MS-DOS 3.x

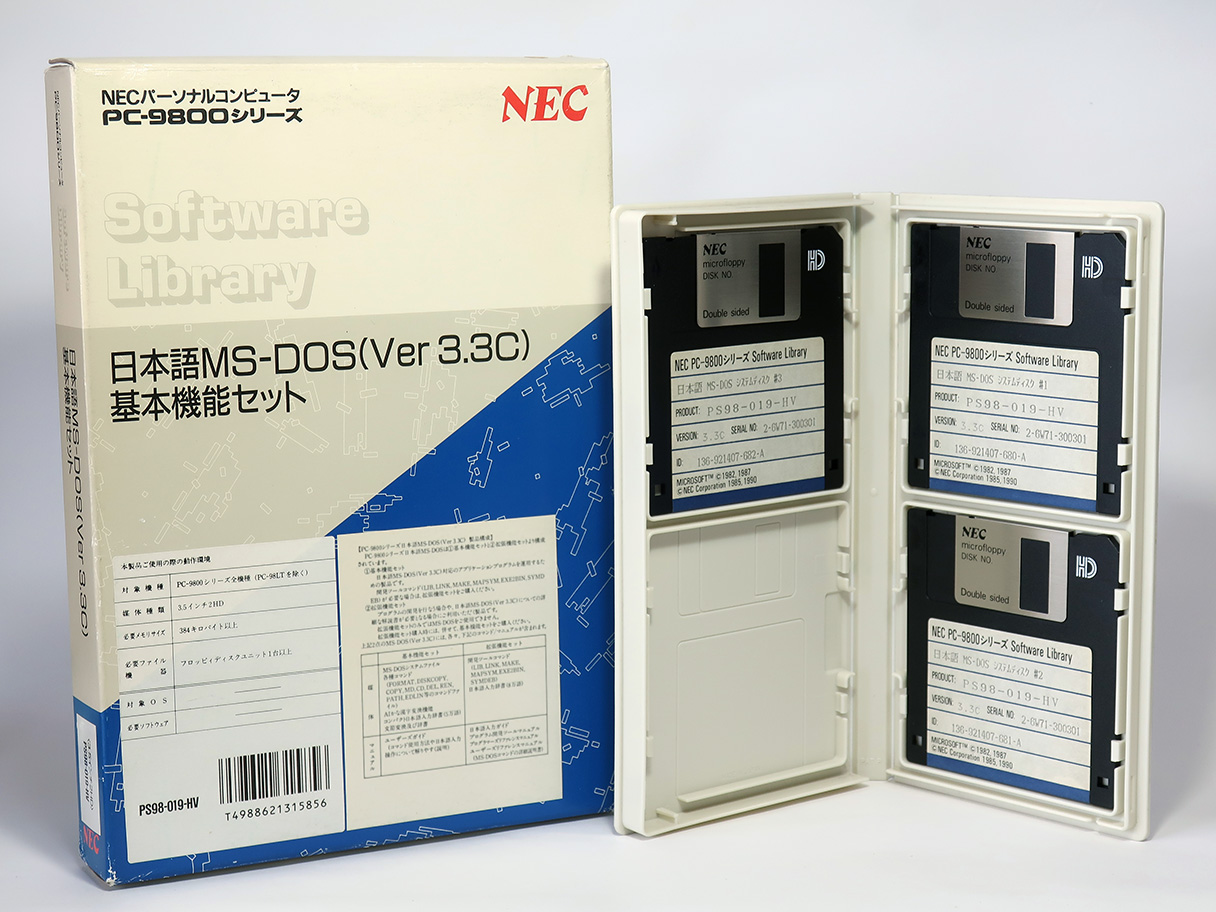
PC-9800 시리즈용 MS-DOS 3.3C

- 버전 3.0(OEM) - 5.25인치, 1.2MB 플로피 드라이브 및 디스켓, 최대 32MB의 FAT16 파티션을 지원하는 최초의 버전이다. 출시일: 1985년 4월
- 버전 3.1(OEM) – IFS 계층, 원격 파일 및 프린터 API를 통해 마이크로소프트 네트워크 지원
- 버전 3.2(OEM) – 3.5인치, 720KB 플로피 드라이브, 디스켓 및 XCOPY를 지원하는 최초의 버전이다.
- 버전 3.10(OEM, 멀티테크); 출시일: 1986년 5월
- 버전 3.20 – 최초의 소매 출시(비OEM); 출시일: 1986년 7월
- 버전 3.21(OEM/비OEM); 출시일: 1987년 5월
- 버전 3.22(OEM) – (HP 95LX)
- 버전 3.25(OEM)
- 버전 3.3(OEM) – 3.5인치, 1.44MB 플로피 드라이브 및 디스켓, 확장 및 논리 파티션, XCOPY를 사용한 디렉터리 트리 복사, 향상된 국제화 지원(COUNTRY.SYS), 네트워크 파일 플러시 작업을 지원하는 첫 번째 버전
- 버전 3.3a(OEM)
- 버전 3.30; 출시일: 1988년 2월
- 버전 3.30A(OEM, DTK); 출시일: 1987년 7월
- 버전 3.30T(OEM, 탠디); 출시일: 1990년 7월
- 버전 3.31(컴팩 OEM 전용) – 32MiB보다 큰 파티션이 있는 FAT16B를 지원한다. 출시 날짜: 1989년 11월

### MS-DOS 4.0 / MS-DOS 4.x
- MS-DOS 4.0 (멀티태스킹) 및 MS-DOS 4.1 – 추가 멀티태스킹 기능을 갖춘 별도의 개발 분기로, 3.2와 3.3 사이에 출시된 후 나중에 폐기되었다. 아래 나열된 버전 4.00 및 4.01을 포함하여 이후 버전과 관련이 없다.
- MS-DOS 4.x(IBM 개발) - 그래픽/마우스 인터페이스가 포함되어 있다. 버그와 호환성 문제가 많았다.
  - 버전 4.00(OEM) – 32MB 이상 최대 2GB의 하드 디스크 파티션, FASTOPEN/FASTSEEK, DOSSHELL에 대한 IBM/마이크로소프트 지원이 내장된 첫 번째 버전은 디스크 버퍼 및 제공된 EMS 드라이버에 EMS를 사용할 수 있다. 386 호환 프로세서에 대한 에뮬레이션; 출시일: 1988년 10월
  - 버전 4.01(OEM) – 마이크로소프트는 IBM PC DOS가 아닌 MS-DOS 레이블로 출시된 버전 4.00을 다시 작성했다. 하드 디스크와 플로피 디스크를 포맷할 때(디스크 복제도 가능하며 SYS를 사용하여 플로피 디스크나 하드 드라이브의 파티션을 부팅 가능하게 만들 때) 볼륨 일련 번호를 도입한 첫 번째 버전이다. 출시일: 1989년 4월
  - 버전 4.01a(OEM)

### MS-DOS 5.x

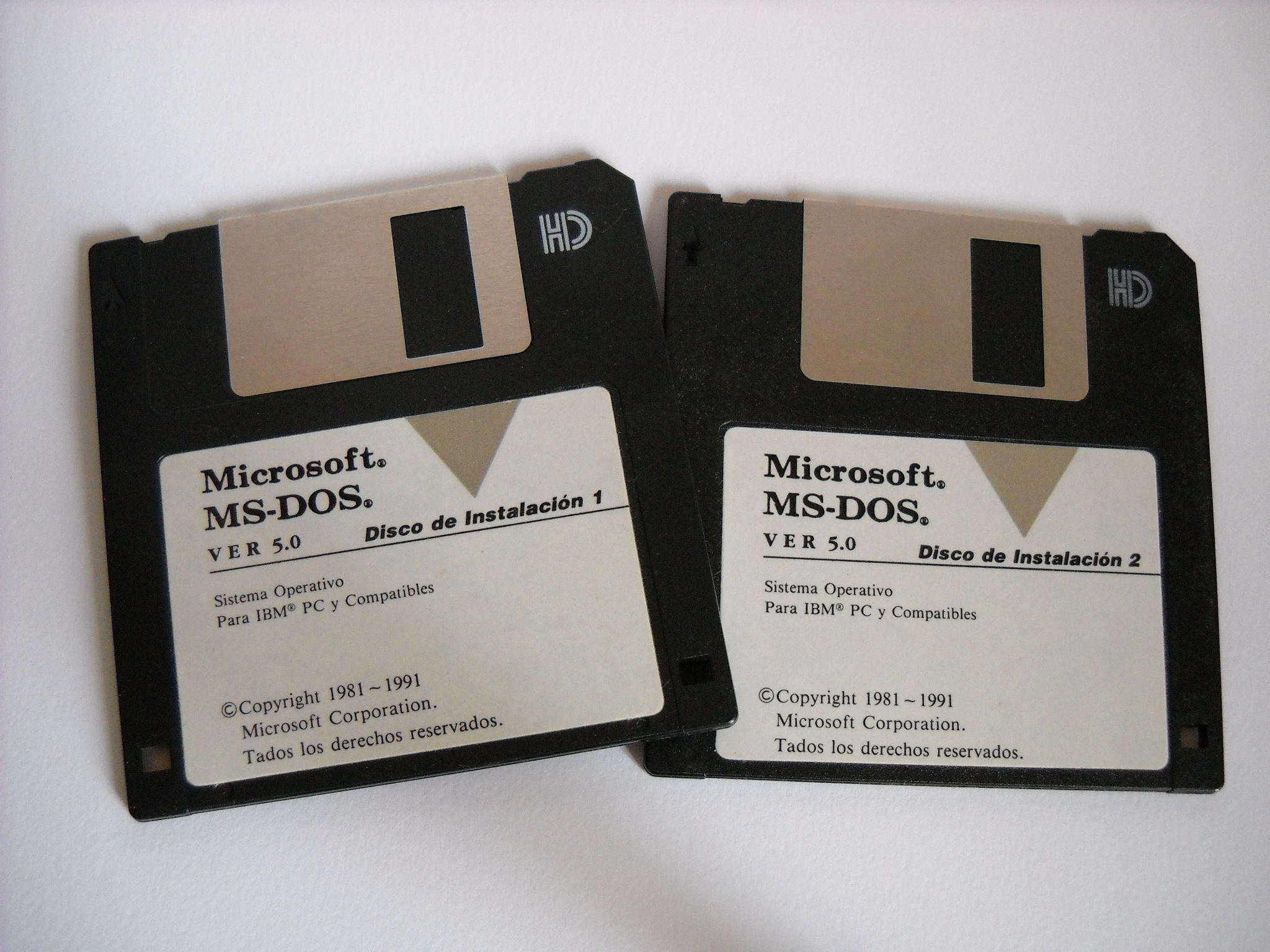
MS-DOS 버전 5.0

- 버전 5.0(소매) – 전체 화면 텍스트 편집기가 포함되어 있다. 재발행이 필요한 버그가 많다. 3.5인치, 2.88MB 플로피 드라이브 및 디스켓을 지원하는 최초의 버전이다. 32MB가 넘는 파티션에 대한 이전 DOS 1.x 스타일 FCB 파일 API에는 더 이상 SHARE 명령이 필요하지 않았다. HIMEM.SYS 드라이버를 가져오고 운영 체제의 일부를 상위 메모리 영역과 상위 메모리 영역에 로드하는 첫 번째 버전이다. FDISK는 둘 이상의 DOS 기본 파티션을 생성할 수 없지만 최대 4개의 DOS 기본 파티션을 지원한다.
  - AST Premium Exec DOS 5.0(OEM) – 향상된 로드 하이 및 확장된 코드 페이지 지원을 포함하여 다양한 확장 기능을 갖춘 AST Premium Exec 노트북 시리즈용 버전
- 버전 5.0a(소매) – 이 릴리스에서는 IBM과 마이크로소프트 버전이 다르다.
- 버전 5.50(윈도우 NTVDM) – 모든 윈도우 NT 32비트 버전은 DOS 5.0의 파일과 함께 제공된다.

### MS-DOS 6.x

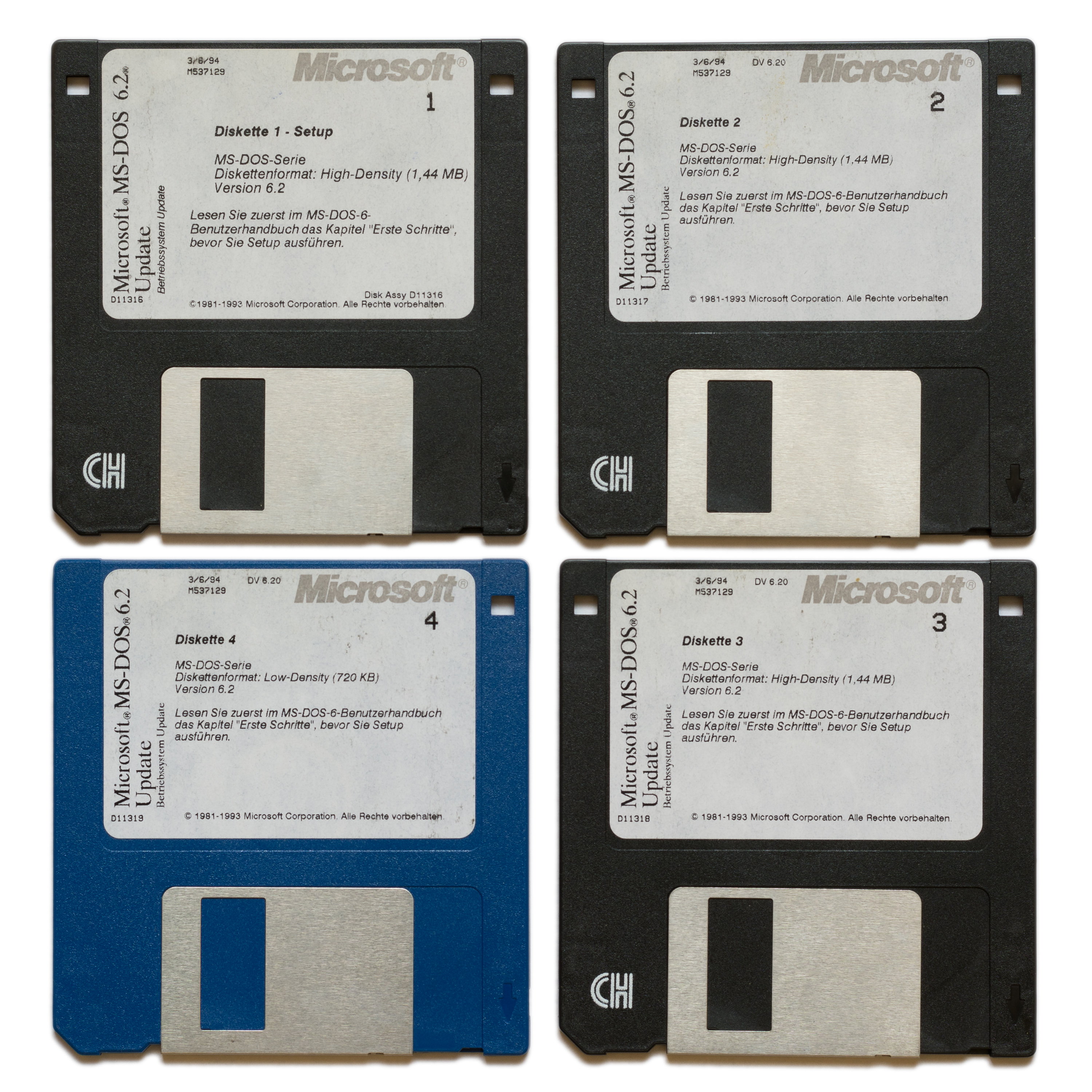
독일어판 MS-DOS 6.2 업데이트

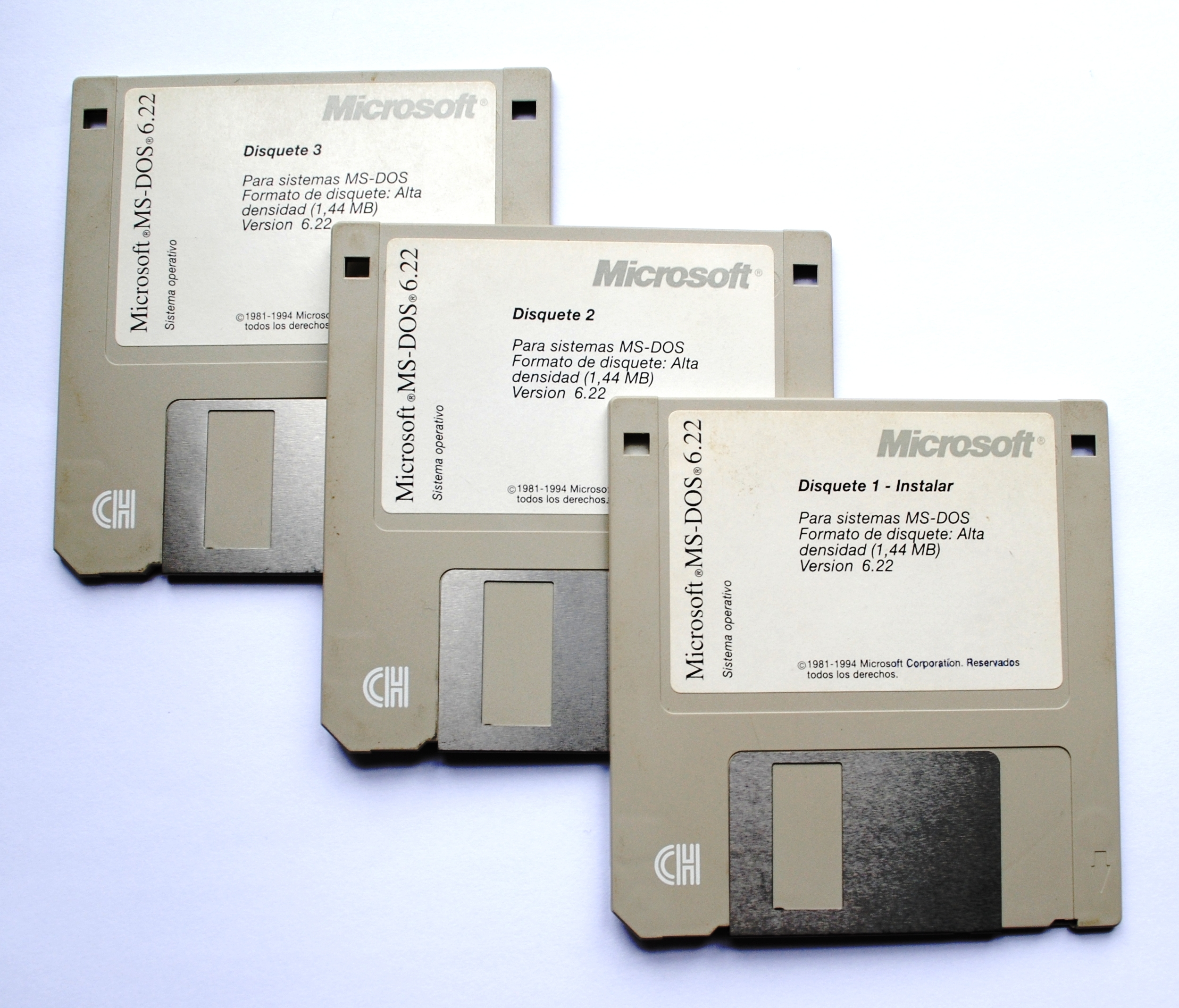
MS-DOS 버전6.22

- 버전 6.0(소매) - 큐베이직을 통한 온라인 도움말. 디스크 압축, 상위 메모리 최적화 및 바이러스 백신이 포함되어 있다.
- 버전 6.2 – CHKDSK를 대체하는 스캔디스크. DBLSPACE의 심각한 버그를 수정한다.
- 버전 6.21(소매) – 스태커 침해 DBLSPACE가 제거되었다.
- 버전 6.22(소매) – 새로운 DRVSPACE 압축.

### MS-DOS 7/8 (윈도우 9x의 일부)
- MS-DOS 7.0은 윈도우 95의 첫 번째 소매 릴리스에 포함되었다. 윈도우 가상 8086 박스에서 실행하거나 DOSLFN과 같은 LFN 드라이버를 사용하여 실행할 때 VFAT 긴 파일 이름에 대한 지원이 포함되어 있다. JO.SYS는 IO.SYS 커널 파일의 대체 파일 이름이며 "특수 목적"으로 사용된다. JO.SYS를 사용하면 CD-ROM 드라이브나 하드 디스크에서 부팅할 수 있다. 하드 디스크의 처음 8.4GB만 인식하는 마지막 버전이다. VER 내부 명령은 윈도우 버전 4.00.950을 보고하고 MS-DOS API를 통한 응용 프로그램은 버전 번호 7.00을 보고한다.
- MS-DOS 7.1은 윈도우 95의 OEM 서비스 릴리스 2부터 윈도우 98 세컨드 에디션까지 포함되었다. FAT32 파일 시스템 및 LBA(논리 블록 주소 지정)에 대한 지원이 추가되었으며 하드 디스크에서 명령줄로 부팅할 수 있는 마지막 버전이었다. VER 내부 명령은 윈도우 버전에 따라 윈도우 버전 4.00.1111, 4.10.1998 또는 4.10.2222를 보고하는 반면, API를 통한 애플리케이션은 버전 7.10을 보고한다.
- MS-DOS 8.0은 MS-DOS 기반의 마지막 버전인 윈도우 Me에 포함되었으며, 이번 릴리스에서는 DOS 모드가 크게 변경되었다. 하드 디스크에서 명령줄로만 부팅하는 것은 더 이상 허용되지 않으며, AUTOEXEC.BAT 및 CONFIG.SYS 파일은 윈도우 GUI를 로드하기 전에 더 이상 로드되거나 구문 분석되지 않는다. 응급 복구를 위해 플로피 디스크 부팅이 여전히 허용되었으며 이 버전은 MS-DOS 시동 디스크 생성을 위한 윈도우 XP 및 이후 버전에 포함되어 있다. VER 내부 명령은 최신 버전의 윈도우에서 생성된 경우 윈도우 버전 4.90.3000 또는 5.1을 보고한다. API를 통해 버전을 요청하는 애플리케이션은 버전 8.00을 보고한다.

마이크로소프트 DOS는 디지털 리서치가 소매 업그레이드로 DR-DOS 5.0을 출시할 때까지 OEM 채널을 통해 출시되었다. PC DOS 5.00.1을 통해 IBM-마이크로소프트 계약이 종료되기 시작했고 IBM은 IBM DOS 5.00.1, 5.02, 6.00 및 PC DOS 6.1, 6.3, 7, 2000 및 7.1을 통해 소매 DOS 시장에 진출했다.

### 지역화된 버전

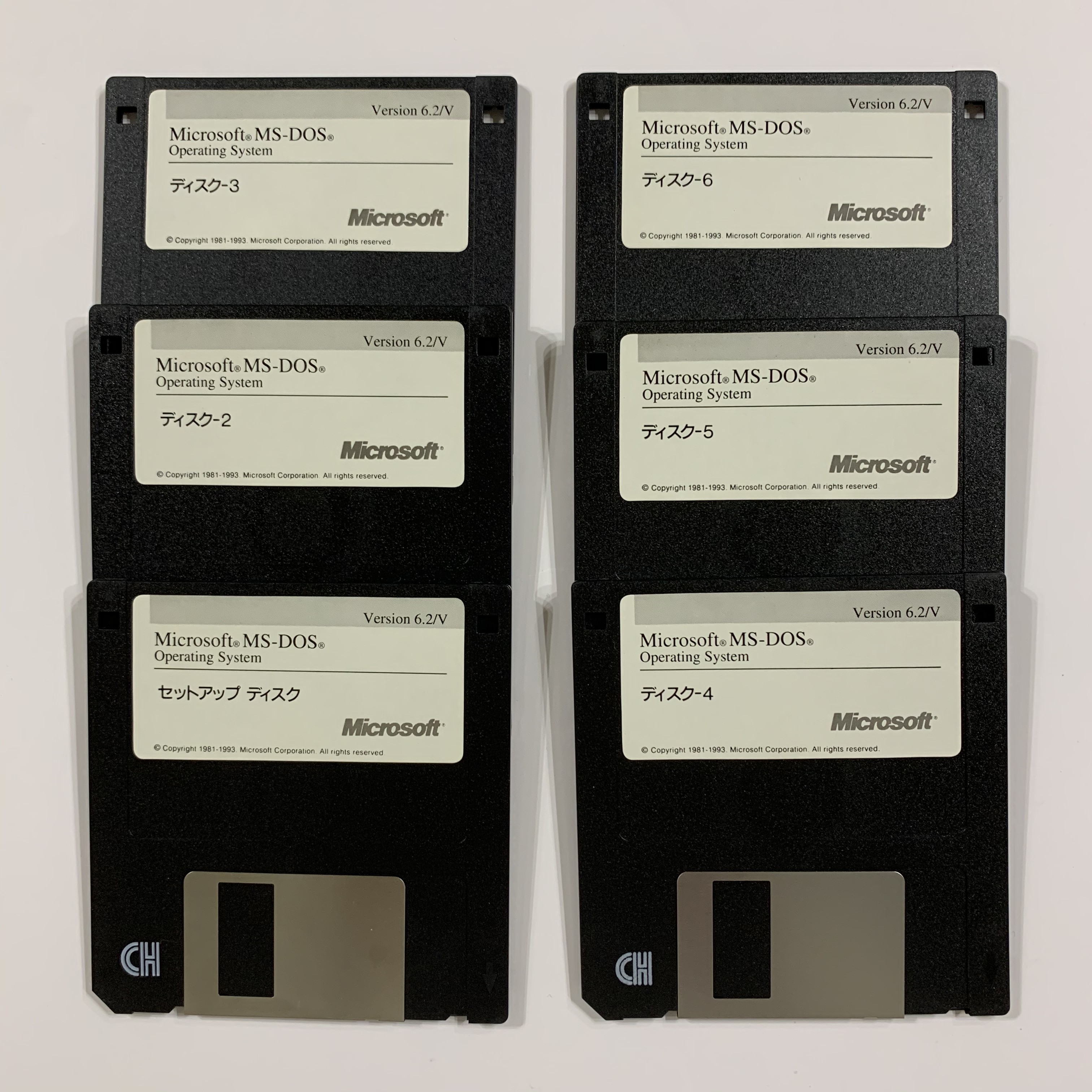
일본어판 MS-DOS 6.2/V

MS-DOS의 지역화된 버전은 다양한 시장에 존재했다. MS-DOS의 서양 버전은 지역화된 메시지 언어와 서로 다른 지원 코드 페이지 및 키보드 레이아웃 세트를 포함하는 동일한 도구 및 드라이버 세트를 중심으로 발전했지만 일부 언어 버전은 서양 버전과 상당히 달랐으며 지역화된 PC 하드웨어에서 실행되도록 조정되었다. 서부 PC에서는 사용할 수 없는 추가 BIOS 서비스를 통해 디스플레이 및 프린터에 대한 여러 하드웨어 코드 페이지를 지원하고 DBCS, 대체 입력 방법 및 그래픽 출력을 지원한다. 영향을 받는 문제에는 일본어(DOS/V), 한국어(한글 MS-DOS), 아랍어(ADOS 3.3/5.0), 히브리어(HDOS 3.3/5.0), 러시아어(RDOS 4.01/5.0) 및 기타 동유럽 버전의 DOS가 포함된다.

#### 한글 MS-DOS
- 한글 MS-DOS 2.11 1985년 5월 24일[51] - 조합형 한글 코드
- 한글 MS-DOS 4.0 1990년 5월
- 한글 MS-DOS 5.0 1991년 7월
- 한글 MS-DOS 6.0 1993년 8월
- 한글 MS-DOS 6.2 1994년 9월

### 요약
- 1.0 1981년 - 최초의 IBM PC에 탑재된 첫 버전(PC-DOS).
- 1.25 1982년 - MS-DOS라는 이름으로 출시된 IBM PC 호환기종용 첫 버전.
- 2.0 1983년 - 하위 디렉토리, 핸들 기반 파일 운용, 명령어 입출력 리다이렉션, 파이프 등을 지원. 마이크로소프트는 경로명 구분 문자를 대부분의 도스나 CP/M 프로그램에서 명령 스위치로 사용하고 있는 슬래시(/) 대신 역슬래시(\)로 사용하기로 함. 하드 디스크와 360KB 플로피 디스크 드라이브 지원.
- 2.01 1983년
- 2.11 1983년 - 영어 이외의 언어와 날짜 형식 지원.
- 2.25 1985년 - 한글과 일본어 한자 지원 확대. 동아시아 나라에만 출시됨.
- 3.0 1984년 - PC AT를 지원함. 1.2MB 플로피 디스크 및 최대 32 메가바이트의 하드 디스크 파티션 지원(한 개의 기본 파티션과 한 개의 논리 드라이브 지원).
- 3.1 1984년 - 마이크로소프트 네트워킹 지원.
- 3.2 1986년 - 3.5 인치 720KB 플로피 디스크 드라이브 지원.
- 3.3 1987년 - 여러 개의 논리 드라이브 지원.
- 3.31 1987년 -
- 4.0 1988년 - 도스 셸 제공.
- 5.0 1991년 - 메모리 관리, 전체 화면 편집기, QBasic 프로그래밍 언어, 온라인 도움말, 작업 전환 기능이 추가된 도스 셸 등 제공.
- 6.00 1993년 - 더블스페이스, 영문 사용자 메시지 지원(한글판), 조합형 한글 코드 페이지(1361) 지원(한글판).
- 6.20 1993년 -
- 6.21 1994년 - 스택 일렉트로닉스와의 소송으로 인해 더블스페이스 기능이 제외됨.
- 6.22 1994년 - 단일 제품으로는 마지막 버전. 더블스페이스 대신 동일한 기능의 드라이브스페이스 제공.
- (7.0) 1995년 - 윈도우 95에 내장됨. MSDOS.SYS의 기능이 IO.SYS에 통합되어, MSDOS.SYS에는 참고용 텍스트만이 들어있다. LBA(논리 블록 어드레싱) 지원. DOSLFN 등의 별도 드라이버를 이용하면 긴 파일 이름을 사용할 수 있다.
- (7.1) 1998년 - 윈도우 95 OSR2와 그 이후 버전 및 윈도우 98, 윈도우 98 SE에 내장됨. FAT32 파일 시스템 지원.
- (8.0) 2000년 - 윈도우 미에 내장됨. 또한 윈도우 XP, 윈도우 비스타, 윈도우 7에서 플로피 디스크를 포맷할 때 'MS-DOS 시동 디스크 만들기'를 선택하면 이 버전의 최소한의 파일을 포함한 MS-DOS가 디스크에 설치된다. 이 버전의 MS-DOS는 7.1버전에 비해 향상된 점도 있으나 몇 가지 중요한 제한점을 지니고 있는데, 이는 다음 표와 같다.

| 7.1버전에 비해 향상된 점 | 7.1버전에 비해 제한된(다운그레이드된) 점 |
| --- | --- |
| IO.SYS 파일이 압축되어 줄어든 크기로 인해 부팅이 빨라졌다. IO.SYS 파일에 XMS 지원이 내장되어 HIMEM.SYS 파일이 필요하지 않다. IO.SYS 파일에 디스크 캐시 기능이 내장되어 디스크 입출력 성능이 향상되었다. | 하드디스크에서 시동할 경우 리얼 모드로 부팅할 수 없다. 시동 디스크로 시동할 경우 EMM386.EXE를 불러올 수 없기 때문에 EMS 및 UMB를 사용할 수 없다. SYS.COM 명령어를 통해 이동식 디스크를 시동 디스크로 만들 수 없다. FORMAT.COM 명령어에 /S 옵션이 제거되어 시동 디스크를 만들 수 없다. |

## MS-DOS의 끝

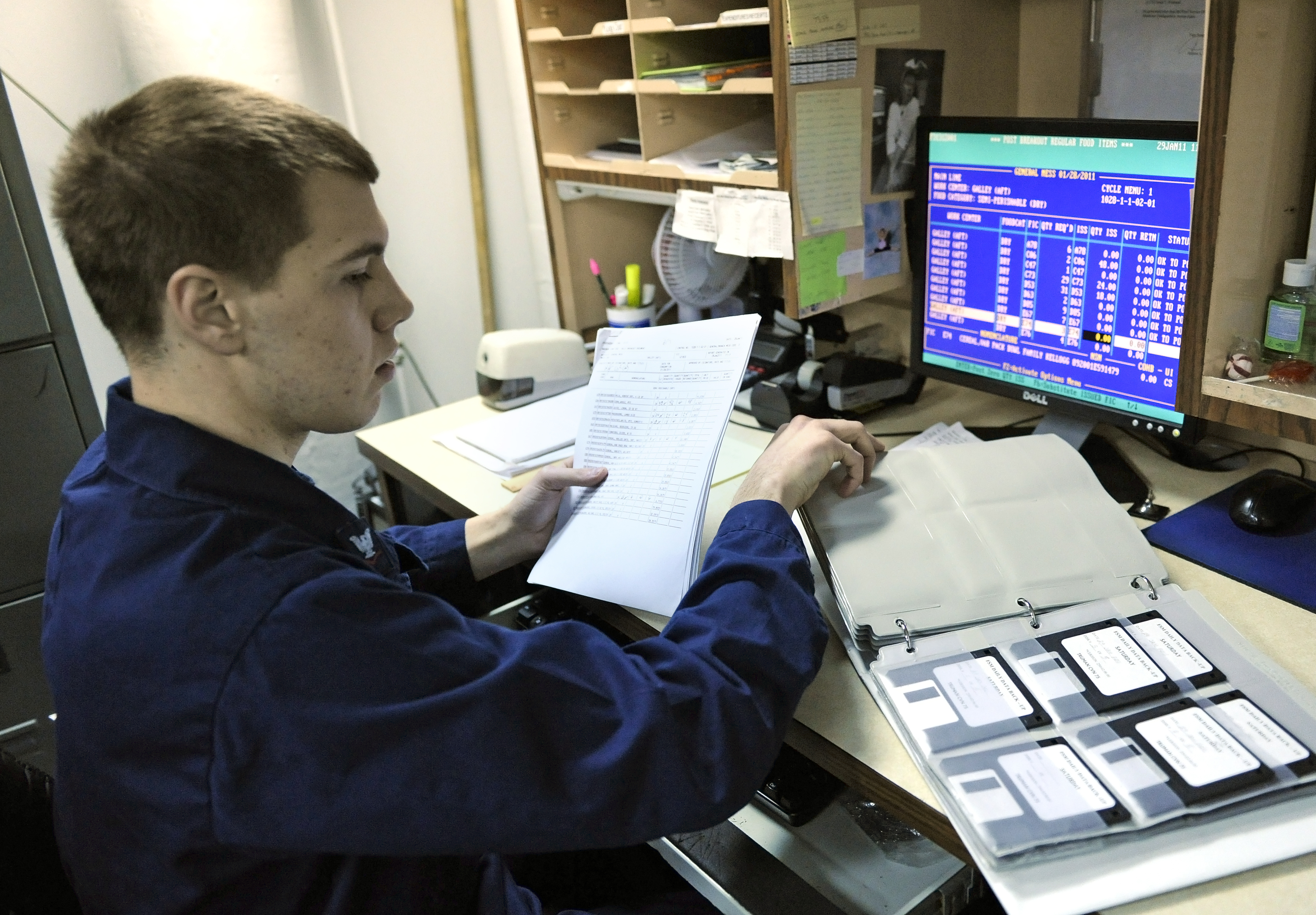
2011년 기준으로, MS-DOS는 레거시 애플리케이션들을 실행하기 위해 미국 해군 음식 서비스 관리 시스템과 같이 일부 기업에서 여전히 사용된다.

1990년에 사용하기 쉬운 그래픽 사용자 인터페이스를 갖춘 윈도우 3.0이 출시되면서 명령줄 기반 MS-DOS의 종말이 시작되었다. 윈도우 95가 출시되면서(윈도우 9x 제품 라인부터 윈도우 미까지) 통합 버전의 MS-DOS가 부트스트래핑, 문제 해결 및 이전 DOS 소프트웨어, 특히 게임과의 하위 호환성을 위해 사용되었으며 더 이상은 독립형 제품으로 출시되지 않았다. 윈도우 95에서는 MS-DOS 7이라고 불리는 DOS를 윈도우 GUI 없이 별도로 부팅할 수 있다. 이 기능은 윈도우 98 세컨드 에디션에서도 유지되었다. 윈도우 미는 하드 디스크에서 기본 MS-DOS 8.0만 부팅하는 기능을 제거했지만 DOS 부팅 플로피 디스크("긴급 부팅 디스크"라고 함)를 만드는 기능은 그대로 유지했으며 해킹을 통해 기본 MS-DOS 8.0에 대한 전체 액세스를 복원할 수 있다. 2001년 12월 31일에 마이크로소프트는 MS-DOS 6.22 및 이전 버전의 모든 버전을 더 이상 사용하지 않는다고 선언하고 시스템에 대한 지원 및 업데이트 제공을 중단했다. MS-DOS 7.0은 윈도우 95의 일부였기 때문에 2001년 12월 31일에 윈도우 95 확장 지원이 종료되면서 이에 대한 지원도 종료되었다. MS-DOS 7.10과 MS-DOS 8.0은 각각 윈도우 98과 윈도우 미의 일부였으므로 지원이 종료되었다. 윈도우 98 및 ME 확장 지원이 2006년 7월 11일에 종료되면서 마이크로소프트의 MS-DOS 지원 및 업데이트도 종료되었다.
윈도우 9x 시리즈와 달리 9x 시리즈와 함께 개발된 윈도우 NT 기반 32비트 운영 체제(윈도우 NT, 2000, XP 이상)에는 운영 체제의 핵심 구성 요소로 MS-DOS 호환성이 포함되어 있지 않다. NT는 윈도우 9x와 같은 레거시 MS-DOS 및 Win16 응용 프로그램에 대한 지원 수준이 아니었지만 도스 응용 프로그램을 실행하기 위해 NTVDM(NT Virtual DOS Machine)이라는 제한된 DOS 에뮬레이션을 제공하기 때문에 부트스트랩핑에도 의존하지 않는다. DOS와 유사한 명령 프롬프트 창을 제공한다. 윈도우 11(및 윈도우 서버 2008 R2 확장) 이전의 64비트 버전의 윈도우 NT는 DOS 에뮬레이션을 제공하지 않으며 기본적으로 DOS 응용 프로그램을 실행할 수 없다. 윈도우 XP에는 부트스트랩으로만 제거된 윈도우 미 부팅 디스크 복사본이 포함되어 있다. 플로피를 "MS-DOS 시동 디스크"로 포맷해야만 이 기능에 액세스할 수 있다. CD-ROM 지원용 드라이버와 같은 파일이 윈도우 미 부팅 디스크에서 삭제되었으며 시작 파일(AUTOEXEC.BAT 및 CONFIG.SYS)에 더 이상 내용이 없다. 이 수정된 디스크는 윈도우 XP용 MS-DOS 이미지를 생성하기 위한 기반이 되었다. 삭제된 파일 중 일부는 삭제 취소 도구를 사용하여 복구할 수 있다. 윈도우 XP의 포맷 도구를 사용하여 만든 MS-DOS 시동 디스크를 부팅할 때 버전 번호와 VER 내부 명령이 각각 "윈도우 밀레니엄"과 "5.1"로 보고되고 "MS-DOS 8.0"(사용된 버전)으로 보고되지 않는다. 윈도우 미의 기반으로 사용되었지만 독립 실행형 제품으로 출시된 적은 없음) API에는 여전히 버전 8.0이 나와 있다.
윈도우 비스타에서 DOS 시동 디스크를 만들 때 시동 디스크의 파일 날짜는 2005년 4월 18일이지만 COMMAND.COM 내부의 "MS-DOS Version 8 Copyright 1981–1999 Microsoft Corp" 문자열을 포함하여 그 외에는 변경되지 않는다. 윈도우 7, 8 및 8.1에서는 MS-DOS 시동 디스크를 만들 수도 있다. 윈도우 10부터 DOS 시동 디스크를 생성하는 기능이 제거되었으므로 플로피 디스크를 포맷하려면 MS-DOS를 실행하는 가상 머신이나 이전 버전(가상 머신 또는 이중 부팅)을 사용해야 한다. 이미지는 외부 소스에서 가져와야 한다. 다른 솔루션에는 프리도스와 같은 도스 호환 대안을 사용하거나 필요한 파일 및 부트 섹터 자체를 복사하는 것도 포함된다. NTVDM 구성 요소가 더 이상 32비트 버전에서 제공되지 않아(64비트 버전에서만 제공됨) 운영 체제에서 중단되었을 때 윈도우 11이 설치된 윈도우에서 MS-DOS의 마지막 흔적이 완전히 제거되었다. 36년 후 마이크로소프트 윈도우 내에서 MS-DOS 연결을 효과적으로 종료한다.
MS-DOS 6.22는 마이크로소프트가 인텔 8088, 인텔 8086 및 인텔 80286 프로세서용으로 제작한 마지막 독립 실행형 버전으로, 유효한 로그인 자격 증명이 있는 고객은 MSDN, 볼륨 라이선스 및 OEM 라이선스 파트너 웹 사이트를 통해 다운로드할 수 있다. MS-DOS는 간단한 아키텍처와 최소한의 메모리 및 프로세서 요구 사항으로 인해 임베디드 x86 시스템에서 여전히 사용되지만 일부 현재 제품은 여전히 유지되는 오픈 소스 대안인 프리도스로 전환되었다.
2018년에 마이크로소프트는 깃허브에서 MS-DOS 1.25 및 2.0의 소스 코드를 출시했다. 마이크로소프트에 따르면 이것의 목적은 주로 과거 운영 체제에 대한 교육 및 실험과 새로운 프로그래머가 하위 수준 소프트웨어의 과거 및 현재 작동 방식을 이해하는 것이다. 프로그램 관리자인 리치 터너(Rich Turner)에 따르면 다른 버전은 타사 라이선스 제한으로 인해 오픈 소스로 제공될 수 없다.
2024년에 마이크로소프트는 동일한 깃허브 리포지토리에 MS-DOS 4.00용 소스 코드를 출시했다.
소프트웨어의 역사적 특성으로 인해 마이크로소프트는 코드에 대한 풀 리퀘스트를 수락하지 않는다. 그러나 사용자는 MS-DOS 소스 코드가 포함된 저장소를 포크하고 스스로 수정하고 원하는 대로 수행하는 것이 허용되고 전적으로 권장된다.

## 같이 보기
- 4DOS
- Bad command or file name
- 도스박스
- 도스 명령어 목록
- OS/2
- 마이크로소프트 윈도우의 역사
- FM 타운즈
- 윈도우 콘솔